# Crikvenica
Crikvenica je mesto in pristanišče v Primorsko-goranski županiji na Hrvaškem.
Crikvenica je znano turistično središče in klimatsko zdravilišče v Kvarnerju. Mesto ima dobrih 6.000 prebivalcev (2021; 20 let nazaj še več kot 7.000), medtem ko jih ima upravno območje mesta (hrv. Grad Crikvenica) približno 10.000 (ob prejšnjih dveh štetjih okoli 1000 več) in sicer še v treh okoliških naseljih: Selce, Dramalj (oba s po okoli 1500 prebivalci) in Jadranovo (okoli 1200).
Crikvenica leži v Vinodolskem primorju (Vinodol), leži okoli 37 km jugovzhodno od Rijeke ob glavni cesti Reka - Split. Zaradi lahke dostopnosti in lepih peščenih plaž je k slovesu dobre turistične destinacije pripomogla tudi ugodna klima. Vreme v poletnih mesecih je vedro in suho. Srednja januarska temperatura je 5,4 °C, v juliju pa 23,8 °C. Vetrovnih dni v poletnih mesecih je malo (burja in jugo pihata v glavnem samo pozimi ). Crikvenica je uradno postala priznana kot zdraviliško mesto leta 1906. Skozi njo teče rečica Dubračina.

## Zgodovina
Današnja Crikvenica se je razvila na področju nekdanjega rimskega naselja Ad Turres. Današnje ime je kraj dobil po cerkvi (v narečju crikvi) nekdanjega samostana, ki ga je 1412 dal zgraditi ban Nikola Frankopan. Samostan ("Frankopanski grad") je bil ukinjen 1766. Pristanišče so začeli graditi leta 1871 in ima značaj potniškega pristanišča.
Prvo kopališče so urdili 1888, prvi hotel pa odprli leta 1891. Hotel Therapia, ki je še danes najlepših v kraju so postavili 1895. Turistično ponudbo pa dopolnjuje zdraviliški turizem v dobro opremljenem zdravilišču.
Crikvenica je bila leta 1958 preko Velebitskega kanala s Šilom na Krku povezana s prvo trajektno linijo na Jadranu.

## Demografija
| Pregled števila prebivalcev po letih | Pregled števila prebivalcev po letih | Pregled števila prebivalcev po letih | Pregled števila prebivalcev po letih | Pregled števila prebivalcev po letih | Pregled števila prebivalcev po letih | Pregled števila prebivalcev po letih | Pregled števila prebivalcev po letih | Pregled števila prebivalcev po letih | Pregled števila prebivalcev po letih | Pregled števila prebivalcev po letih | Pregled števila prebivalcev po letih | Pregled števila prebivalcev po letih | Pregled števila prebivalcev po letih | Pregled števila prebivalcev po letih |      |      |
| ------------------------------------ | ------------------------------------ | ------------------------------------ | ------------------------------------ | ------------------------------------ | ------------------------------------ | ------------------------------------ | ------------------------------------ | ------------------------------------ | ------------------------------------ | ------------------------------------ | ------------------------------------ | ------------------------------------ | ------------------------------------ | ------------------------------------ | ---- | ---- |
| 1857                                 | 1869                                 | 1880                                 | 1890                                 | 1900                                 | 1910                                 | 1921                                 | 1931                                 | 1948                                 | 1953                                 | 1961                                 | 1971                                 | 1981                                 | 1991                                 | 2001                                 | 2011 | 2021 |
| 2007                                 | 2238                                 | 2364                                 | 2635                                 | 3248                                 | 3553                                 | 3997                                 | 3836                                 | 3380                                 | 3469                                 | 3684                                 | 5352                                 | 6348                                 | 6907                                 | 7121                                 | ?    | 6239 |